# Saint Paul (Dominica)
Saint Paul ist ein Parish auf der Insel Dominica. Das Parish hat 9658 Einwohner auf einer Fläche von 67,4 km².

## Orte
- Canefield
- Mahaut
- Massacre
- Pont Cassé